# Agostina Belli
Agostina Belli (Milà, 13 d'abril de 1947) és una actriu cinematogràfica i televisiva italiana. El seu veritable nom és Agostina Maria Magnoni. Especialment activa en la dècada de 1970, va obtenir entre altres premis el Globus d'Or italians en 1975.

## Trajectòria artística
Nascuda a Milà el 13 d'abril de 1947, filla de Domenico Magnoni, artesà, i de Adele Margherita Dossena (titular d'una pensió en Via Copernico, prop de l'estació central de Milà); la seva mare seria víctima d'un atroç delicte no esclarit. Treballa com a secretària en la Rinascente de Milà, encara que el seu somni era el cinema. Es trasllada a Roma contra l'opinió del seu pare, que no li donava suporta en la seva vocació de convertir-se en actriu. Al cap de poc obté el seu primer paper al cinema, en la pel·lícula Banditi a Milano, (1968) thriller de Carlo Lizzani protagonitzat per Gian Maria Volontè i Tomás Milián; seguirien una sèrie de comèdies, musicals, thrillers i pel·lícules de terror, com Giornata nera per l'ariete amb Franco Nero o Barbazul (Barbablù, 1972) amb Richard Burton.
Agostina comença a adquirir notorietat pel seu paper de la dona de Giancarlo Giannini en Mimì Metallurgico ferito nell'onore, de Lina Wertmüller, a la qual seguirien L'ultima neve di primavera de Raimondo Del Balzo i Sepolta viva de Aldo Lado, en la qual treballa amb el seu futur company l'actor noruec Fred Robsahm.
El 1974 és Sara a Profumo di donna de Dino Risi, el paper de la seva vida, encara que el seu treball al costat de Vittorio Gassman no resulta senzill. Una seqüela ideada per Belli no arriba a realitzar-se, anys després es va produir una versió americana amb Al Pacino en el paper de cec que feia Gassman. Belli no acaba de consolidar-se en el cinema més comercial, acceptant alguns papers en comèdies eròtiques a la italiana (Commedia all'italiana)) com a Virilità de Paolo Cavés, alternades amb títols una mica més ambiciosos com Il piatto piange de Paolo Nuzzi, per la qual obté el premi Premi Globus d'Or el 1975. El director Dino Risi torna a comptar amb ella per a una pel·lícula que rememorava les comèdies de telèfons blancs dels 50: 
Telefoni bianchi, que li val un premi especial David di Donatello. La pel·lícula té un fred acolliment a Itàlia, però és un gran èxit a França, on Belli és cridada per rodar al costat de Philippe Noiret a Giochi di fuoco. En aquest període Belli posa nua per a la versió italiana de Playboy.
A la fi de la dècada dels 70, Belli és una actriu bastant requerida per a coproduccions internacionals, el 1977 participa a Holocaust 2000 amb Kirk Douglas, Il Geni amb Yves Montand, Doppio delitto amb Marcello Mastroianni i Peter Ustinov, Un taxi color malva amb Fred Astaire, Charlotte Rampling (una altra cèlebre icona sexual en aquella època) i de nou Ustinov; en 1978 roda Enfantasme de Sergio Gobbi, un inquietant drama que suposa el seu abandó de l'escena per alguns anys.
Amb pel·lícules com Conviene far bene l'amore o Cara sposa, Agostina Belli va mostrar en el seu moment àlgid, a més de bellesa, una vis còmica notable.
A principis dels 80 torna al cinema amb pel·lícules com Vai avanti tu che mi vien da ridere amb el còmic Lli Banfi i altres més ambicioses com 
La guerrigliera de Pierre Kast, però el panorama cinematogràfic està canviant, i en 1996 decideix retirar-se de l'escena. El 2006, després d'un llarg silenci, 
interromput solament per alguna ficció televisiva, Belli torna al cinema amb Uno su due d'Eugenio Cappuccio, amb Fabio Volo.

## Vida personal
En la dècada de 1970 es va casar amb el també actor Fred Robsahm; van romandre junts durant quinze anys fins a la seva separació; l'actor noruec posteriorment contrauria el vírus del VIH. L'any 2007, Belli va presentar en el Festival de Venècia Natural Born Star un commovedor documental de Even Benestad, inspirat en el període d'or i el declinar del seu excompany Fred Robsahm.

## Filmografia
- Bandits in Milan (1968)
- Angeli senza paradiso (1970)
- Ma che musica maestro (1971)
- The Eroticist (1972)
- The Seduction of Mimi (1972)
- The Night of the Devils (1972)
- Barbablava (1972)
- Revolver (1973)
- Woman Buried Alive (1973)
- The Last Snows of Spring (1973)
- I Kiss the Hand (1973)
- Ante Up (1974)
- Scent of a Woman - Profumo di donna (1974)
- La governante (1974)
- Virility (1974)
- Il lumacone (1974)
- Playing with Fire (1975)
- The Fifth Cord (1975)
- Due cuori, una cappella (1975)
- The Sex Machine (1975)
- The Career of a Chambermaid (1975)
- The Big Operator (1976)
- Holocaust 2000 (1977)
- Double Murder (1977)
- Un taxi malva (1977)
- Cara sposa (1977)
- Manaos (1978)
- Vai avanti tu che mi vien da ridere (1982)
- A Strange Passion (1984)
- Soldati - 365 all'alba (1987)
- One Out of Two (2006)
- Amore che vieni, amore che vai (2008)